# رز بمبئی
رز بمبئی (به انگلیسی: Bombay Rose) یک فیلم انیمیشن هندی محصول سال ۲۰۱۹ به نویسندگی و کارگردانی گیتانجالی رائو است. این فیلم در بخش سینمای معاصر جهان در جشنواره بین‌المللی فیلم تورنتو ۲۰۱۹ به نمایش درآمد. این فیلم داستان عاشق شدن یک فروشنده گل را دنبال می‌کند. این انیمیشن با فریم به فریم نقاشی شده در رایانه ساخته شده و با ۶۰ هنرمند ۱۸ ماه به طول انجامیده‌است. اوایل برنامه‌ریزی برای اکران در ۴ دسامبر ۲۰۲۰ از نتفلیکس، این فیلم در سال ۲۰۲۱ روی پلتفرم منتشر می‌شود.

## بازیگران
- سیلی خاره در نقش کمالا
- آمیت دیوندی در نقش سلیم
- آنورانگ کاشیاپ در نقش راجاخان
- ماکاراند دشپانده در نقش مایک
- گیتانجالی کولکارنی به عنوان گل فروش
- شیشیر شارما در نقش آنتونی پریرا
- ویرندرا ساکسنا در نقش پدربزرگ کامالا
- آماردیپ جها [۹][۱۰]